# Kim Collins
Kim Collins, född den 5 april 1976, är en sprinter från Saint Kitts och Nevis.
Collins första internationella mästerskap var VM i Aten 1997 där han tävlade på 100 meter utan att ta sig vidare till finalen. Han deltog även vid VM 1999 i Sevilla men slogs även där ut i kvalet. Han deltog vid Olympiska sommarspelen 2000 i Sydney, där han sprang både 100 meter (där han blev sjua) och 200 meter där han slogs ut i semifinalen.
Collins stora genombrott kom vid VM 2001 i Edmonton där han blev bronsmedaljör på 200 meter på tiden 20,20 - det var den första medalj vid ett VM som en tävlande från Saint Kitts och Nevis vunnit. Vid Samväldesspelen 2002 blev Collins mästare på 100 meter. 
Collins deltog vid inomhus VM 2003 i Birmingham där han blev silvermedaljör på 60 meter efter Justin Gatlin. Utomhus deltog han vid VM i Paris där han något oväntat vann guld på 100 meter på tiden 10,07. 
Efter framgången vid VM tillhörde han favoriterna inför Olympiska sommarspelen 2004 i Aten men hans tid i finalen 10,00 räckte bara till en sjätte plats. Bättre gick det i stället vid VM 2005 i Helsingfors där Collins blev bronsmedaljör på tiden 10,05 slagen av Justin Gatlin och Michael Frater. 
Collins deltog vid VM 2007 i Osaka men blev där utslagen i semifinalen. En framgång blev VM inomhus 2008 i Valencia där han blev silvermedaljör på 60 meter efter Olusoji Fasuba. Collins deltog även vid Olympiska sommarspelen 2008 i Peking, där han blev sexa på 200 meter men utslagen i semifinalen på 100 meter. Vid VM 2011 i Daegu tog sig Collins på nytt upp på prispallen med en tredjeplats på 100 meter.

## Personliga rekord
- 60 meter - 6,47 (Łódź i Polen 17 februari 2015)
- 100 meter - 9,93 (Bottrop i Tyskland 29 maj 2016)
- 200 meter - 20,20 (Edmonton i Kanada 9 augusti 2001)